# Ла-Гранж (Женева)
Ла Гранж або Лагра́нж (фр. La Grange або Lagrange, що означає «амбар») — садиба в Женеві (передмістя О-Вів), у районі набережної Гюстава Адора. Знаходиться на березі озера Леман (Женевське озеро).

## Історія
Вілла поблизу існувала ще з часів Римської імперії (зараз зберігся лише її фундамент). Перша вілла Нового часу збудована тут у 1660-х роках. З тих часів кілька разів перебудовувалася.
1800 року маєток придбав судновласник Фавр. Були збудовані входи зі львами, оранжерея і бібліотека (1821).
За Вільяма Фавра 1864 р. на віллі відбулась церемонія підпису Першої Женевської конвенції щодо поранених учасників бойових дій.
1917 р. Вільям Фавр заповів маєток місту Женеві. У 1945-46 рр. тут створили трояндовий сад, який поклав початок щорічному Женевському міжнародному конкурсу трояндоводів.

## Сучасність
Вілла відкрита для відвідувань туристами один раз на рік.
16 червня 2021 року на віллі відбулася зустріч президентів США Джо Байдена і Росії Володимира Путіна.

## У мистецтві
Ця місцевість зображена на картині Чудовий улов німецько-швейцарського живописця Конрада Віца. Картина створена 1444 року для собору Святого Петра в Женеві..

## Галерея

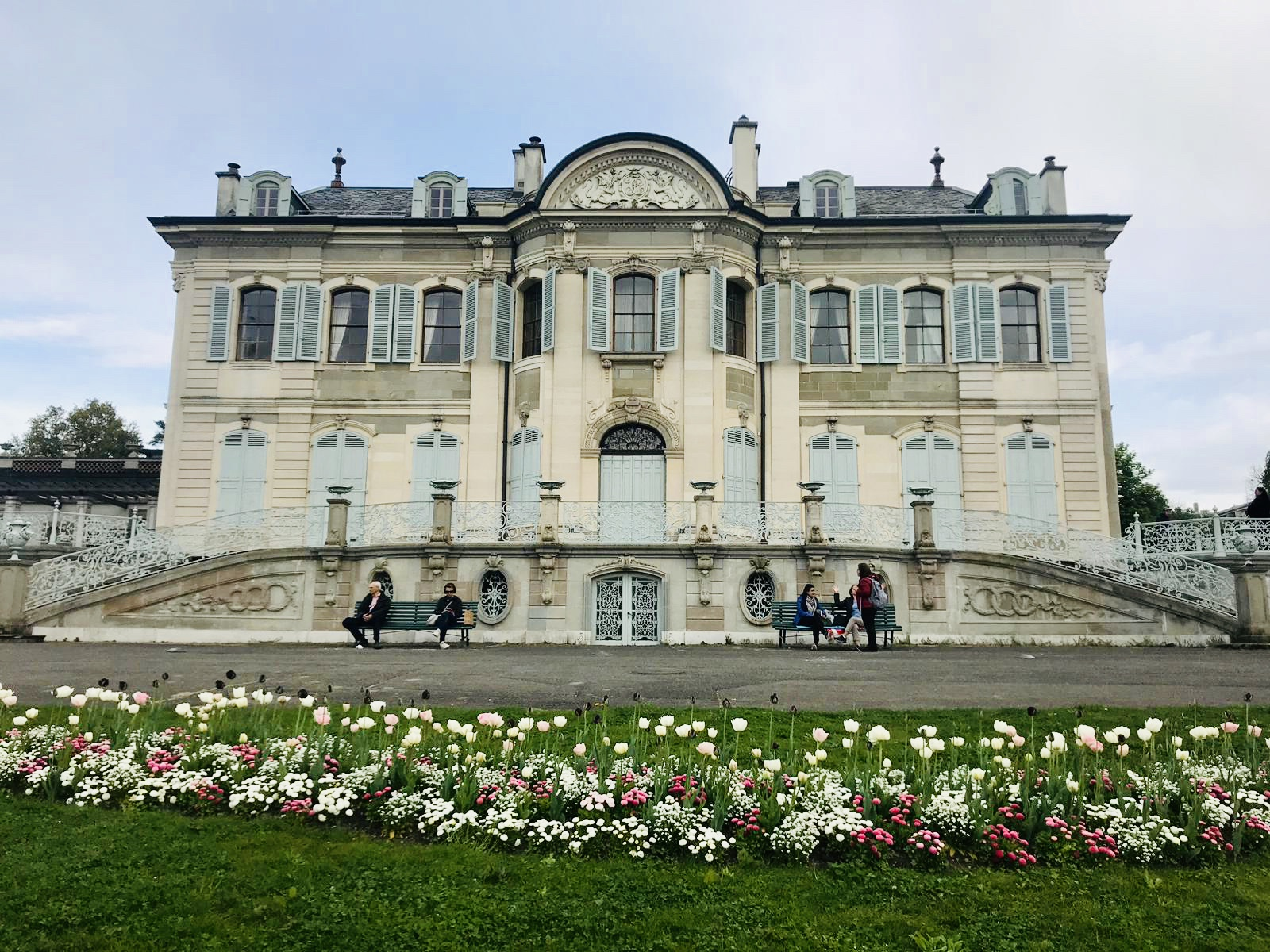
Вілла Ла Гранж
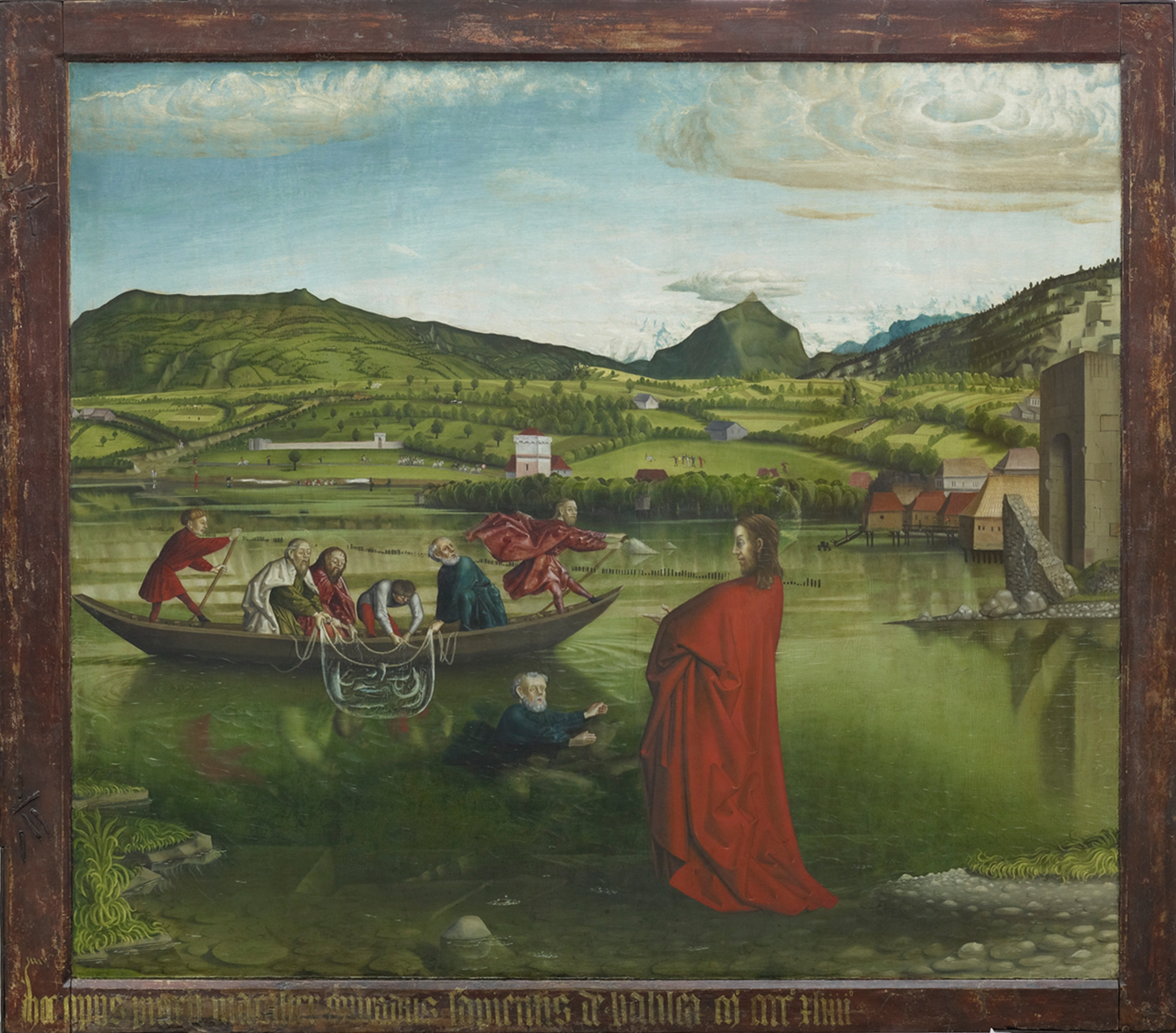
Конрад Віц. Чудовий улов. 1444
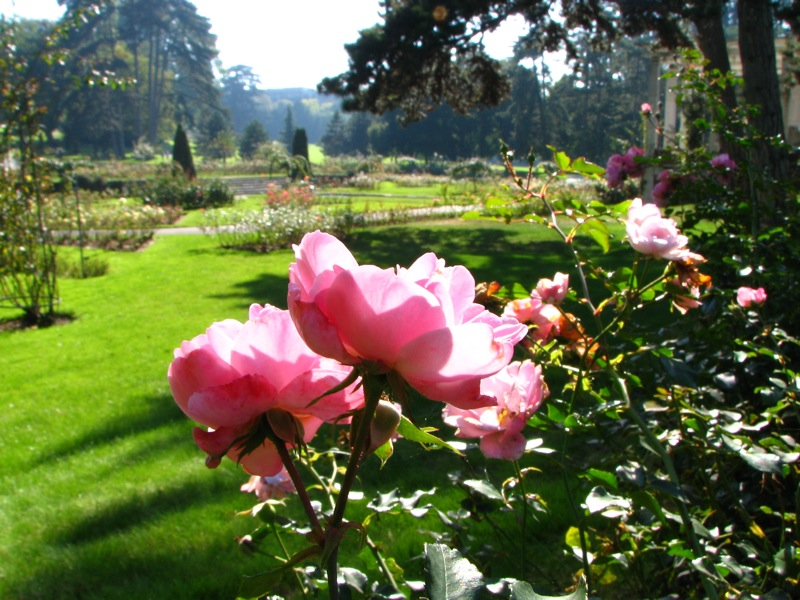
Трояндовий сад вілли
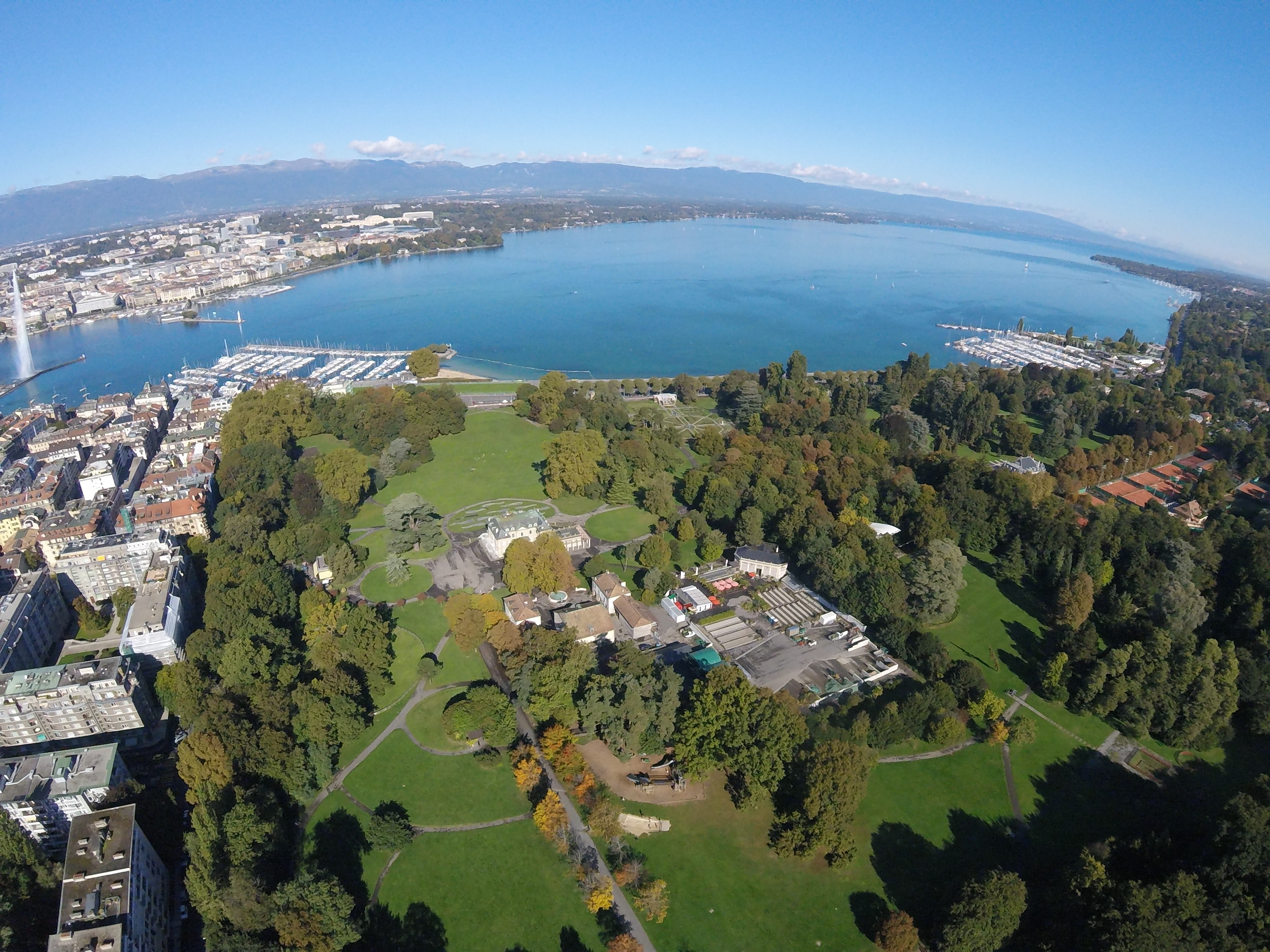
Загальний вигляд на парк
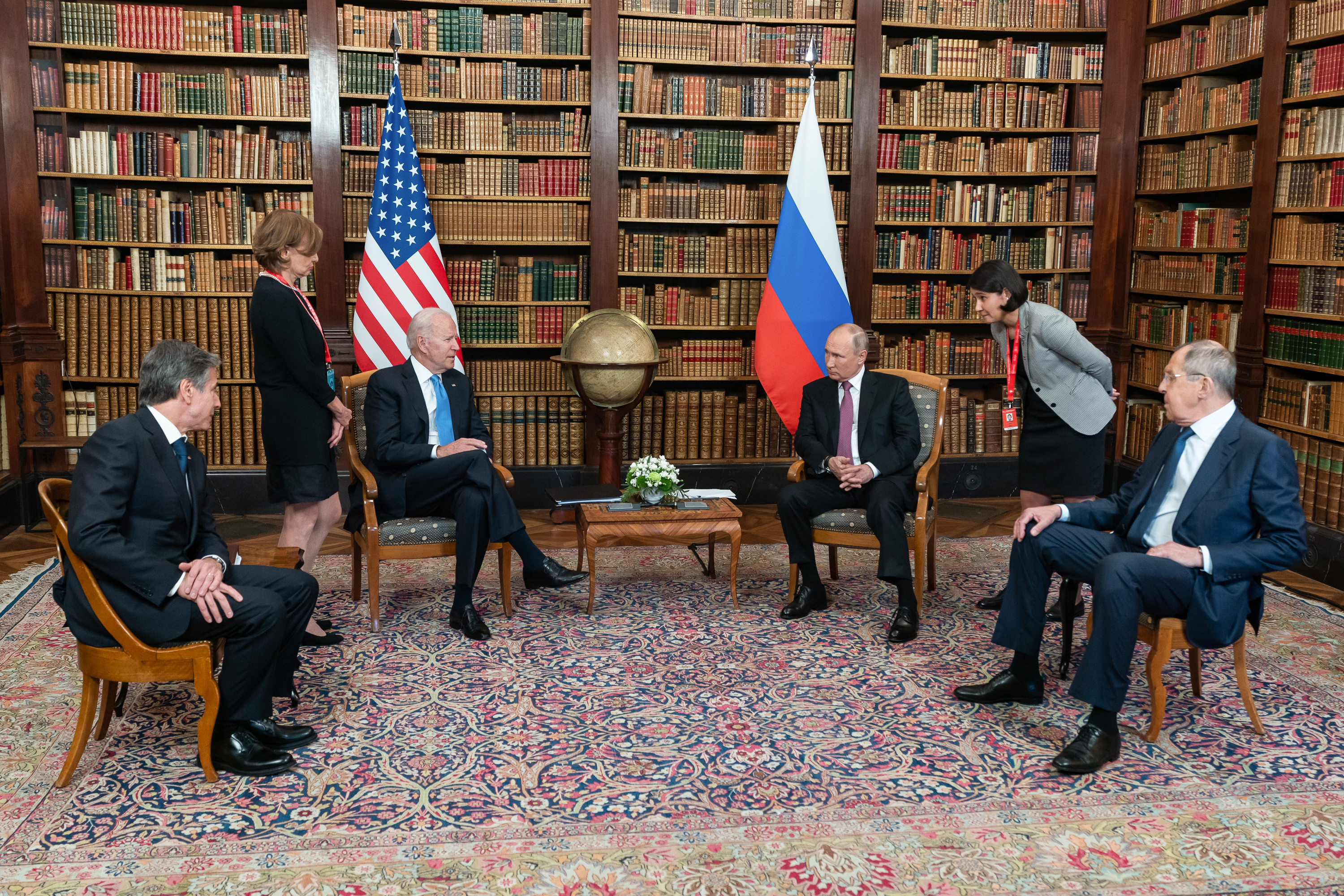